# Mercie
Mercie byla jedním ze sedmi anglosaských království. Rozkládala se v údolí řeky Trent a jejich přítoků, v současnosti je tato oblast označována jako Midlands. Jméno království pochází z latinského překladu staroanglického Mierce, znamenajícího lidé z pohraničí. Mercie sousedila s Northumbrií, královstvím Powys, královstvími jižního Walesu, Wessexem, Sussexem, Essexem a Východní Anglií.

## Historie

### Raná historie

Británie okolo roku 800, sedm anglosaských království je vyznačeno červeně

Územní vývoj Mercie

Vznik Mercie po invazi Anglosasů je méně objasněný než vytvoření Northumbrie, Kentu nebo dokonce Wessexu. Archeologické vykopávky dokazují, že Anglové osídlili území na sever od řeky Temže v 6. století. Tradičně se uvádí, že název Mercie pochází z její polohy na hranici mezi Walesem a územím ovládaným Anglosasy.
Nejstarším panovníkem Mercie, o němž existuje alespoň nějaká zmínka, je Creoda. Dostal se k moci roku 585 a u Tamworthu vybudoval opevnění, jež se stalo sídlem králů Mercie. Jeho nástupcem se stal roku 593 jeho syn Pybba. Jedním z dalších králů Mercie, o němž se nelichotivě zmiňuje benediktinský mnich a učenec Beda Venerabilis, byl král Penda. To bylo způsobeno jednak tím, že byl nepřítelem Northumbrie, odkud Beda pocházel, tak i tím, že byl pohan. Přesto i Beda uvádí, že král Penda umožnil křesťanským misionářům vstup do Mercie a nebránil jim v šíření křesťanství. Pendovo vojsko bylo poraženo northumbrijským králem Oswiuem a on sám byl zabit v bitvě u řeky Winwaed roku 655.
Tato bitva způsobila dočasné zhroucení vlády v Mercii. Po Pendovi nastoupil na mercijský trůn jeho syn Peada (roku 653 přijal křesťanskou víru), ale roku 656 byl zabit northumbrijským králem Oswiuem, který tím získal kontrolu nad celou Mercií. Po vzpouře roku 658 se další ze Pendových synů Wulfhere ujal na krátkou dobu vlády v Mercii a až do své smrti roku 675 se snažil obnovit slávu Mercie.
Dalším významným králem Mercie byl Æthelbald (vládl 716–757). V počátečním období své vlády musel soupeřit se silnými sousedními králi – kentským králem Wihtredem a wessexským králem Inem. Když král Wihtred roku 725 zemřel a král Ine abdikoval, aby se stal mnichem v Římě, Æthelbald, jako král Mercie ovládl území na jih od Humberu. Roku 752 sice utrpěl porážku od západních Sasů vedených wessexským králem Cuthredem, ale roku 757 získal vládu nad Wessexem zpět.

### Král Offa
Po Æthelbaldově vraždě roku 757 jedním z členů jeho stráže následovala občanská válka, z níž vyšel jako vítěz Offa. Ten musel získat zpět vládu nad jihem země, což se mu nejen podařilo, ale stal se nejslavnějším a nejmocnějším králem Mercie. V mnoha bitvách dosáhl vítězství, ale snažil se vybudovat i síť tržních měst, aby mohl dobyté území lépe spravovat. Dal razit jednu z prvních velkých sérií zlatých mincí v Británii a přijal roli v řízení katolické církve. Dal také postavit násep vyznačující hranici mezi Walesem a Mercií (tzv. Offův val).
Offa se snažil, aby se jeho následníkem stal jeho syn Ecgfrith, ale když roku 796 zemřel, nový král Ecgfrith se udržel na trůnu pouze krátkou dobu a v prosinci téhož roku ovládl království jeho vzdálený příbuzný Coenwulf. Později pod vedením krále Ecgberhta začala narůstat moc Wessexu a roku 825 v bitvě u Ellendunu porazil mercijského panovníka Beornwulfa. Tato bitva se ukázala pro Mercii fatální. Beornwulf byl zabit při potlačení vzpoury v království Východní Anglie. I když roku 830 král Wiglaf znovu obnovil nezávislost Mercie, bylo už v té době rozhodující silou v anglosaské Anglii království Wessex.

### Vikingové

Mercie roku 878 rozdělená na dvě poloviny mezi Wessexem a Dány

Roku 852 nastoupil na trůn Burgred a spolu s Wessexem si podrobili severní Wales. Roku 867 vikinští nájezdníci okupovali Northumbrii a roku 874 vyhnali posledního nezávislého krále Mercie Burgreda z jeho království. Téhož roku se východní část království stala součástí Danelawu a Mercie se redukovala pouze na západní část původního království, kde z vůle vikingů vládl Ceolwulf II. Asi od roku 881 v této části původního království vládne Æthelred, avšak již pouze s titulem hraběte, nikoli krále, a to jako vazal Wessexu do roku 911. Oženil se s Æthelflædou, dcerou Alfréda Velikého. Ta po jeho smrti, zapříčiněné zřejmě zraněním v bitvě u Tettenhallu proti vikingům, převzala jeho místo. Vládla Mercii až do své smrti roku 918, pak se její bratr Eduard, král Wessexu, stal i panovníkem Mercie.

### Ztráta nezávislosti
Anglosaská kronika popisuje konec nezávislosti Mercie po smrti Æthelflædy. Eduard, král Wessexu, obsadil pevnost v Tamworthu a podrobil si tak obyvatele Mercie, a to jak Dány, tak i Anglosasy. Odkazy na Mercii jsou uváděny i v pozdějším období. Roku 975 je Edgar označován jako přítel západních Sasů a ochránce Mercie. Oddělený politický vývoj Mercie byl krátce obnoven v letech 957 až 959, kdy se Edgar stal králem Mercie, a znovu roku 1016, kdy bylo království rozděleno mezi Knuta a Edmunda II.; Knutovi připadla Mercie. 
Poslední zmínka o historickém území Mercie pochází z roku 1017, kdy Knut svěřil správu Mercie Eadriku Streonovi.